# Đá nhân tạo
Đá nhân tạo là một vật liệu tổng hợp được làm bằng đá nghiền liên kết với nhau bằng một chất kết dính (phổ biến nhất là nhựa polymer, với một số phiên bản mới hơn sử dụng hỗn hợp xi măng). Danh mục này bao gồm đá thạch anh nhân tạo, bê tông polymer và đá cẩm thạch nhân tạo. Việc áp dụng các sản phẩm này phụ thuộc vào đá gốc được sử dụng. Đối với đá cẩm thạch nhân tạo, ứng dụng phổ biến nhất là sàn và tường trong nhà, trong khi sản phẩm thạch anh nhân tạo được sử dụng chủ yếu cho mặt bàn bếp  như là một thay thế cho gỗ hoặc đá granit. Vật liệu liên quan bao gồm polymer địa vật lý và đá đúc. Không giống như terrazzo, vật liệu này được sản xuất tại các khối hoặc tấm, được các nhà chế tạo cắt và đánh bóng, và lắp ráp tại nơi làm việc. 

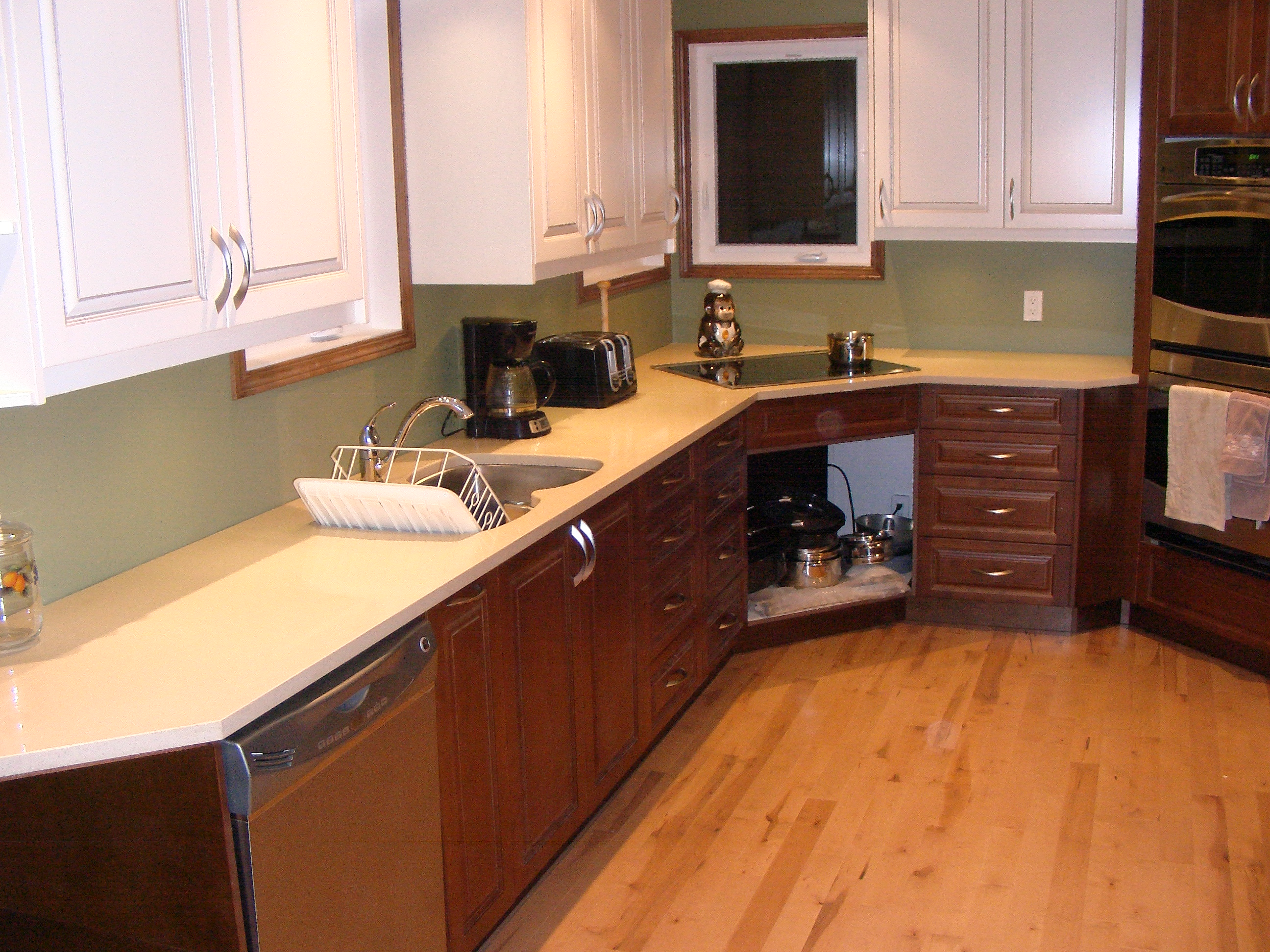
Mặt bàn bếp bằng đá được thiết kế với bồn rửa ngầm và mặt bếp được lắp đặt. Mặt bếp được cắt và đánh bóng tại cửa hàng chế tạo.

Đá nhân tạo cũng thường được dùng để chỉ đá thiêu kết hoặc đá đóng bánh, thuật ngữ đá đóng bánh (agglomerated stone) được công nhận bởi tiêu chuẩn châu Âu (EN 14.618), mặc dù để gia tăng việc nhầm lẫn về thuật ngữ, tiêu chuẩn này cũng bao gồm các vật liệu sản xuất với một chất kết dính xi măng.  Phiên bản thạch anh (mà người tiêu dùng cuối có nhiều khả năng giao dịch trực tiếp hơn) thường được gọi là 'bề mặt thạch anh' hoặc chỉ là 'thạch anh'.

## Thiết bị sản xuất
Breton SPA, một công ty tư nhân của Treviso, Ý, đã phát triển phương pháp Breton quy mô lớn vào những năm 1960, là nhà cung cấp thiết bị chủ yếu để chế tạo đá nhân tạo. Mặc dù Breton là nhà sản xuất thiết bị đúc ban đầu và vẫn giữ nhiều bằng sáng chế quốc tế về quy trình, nhưng hiện nay có một số công ty khác sản xuất máy móc tương tự.

## Thành phần
Cốt liệu đá là chất độn chính, mặc dù các vật liệu khác như thủy tinh màu, vỏ sò, kim loại hoặc gương có thể được thêm vào. Một vật liệu dựa trên nhựa thông thường sẽ bao gồm 93% cốt liệu đá theo trọng lượng và 7% nhựa (66% thạch anh và 34% nhựa theo thể tích). Các loại nhựa khác nhau được sử dụng bởi các nhà sản xuất khác nhau. Epoxy và nhựa polyester là những loại phổ biến nhất. Hóa chất như hấp thụ tia cực tím và chất ổn định được thêm vào. Để hỗ trợ chữa bệnh, hydro peroxid được thêm vào.

## Quá trình
Việc nén bằng quy trình chân không nén rung sử dụng khuôn đàn hồi trong đó hỗn hợp đá / nhựa nghiền được đúc trên vành đai chuyển động. Hỗn hợp gồm khoảng 93% cốt liệu đá và 7% nhựa polyester theo trọng lượng (66% thạch anh và 34% nhựa theo thể tích) được nung nóng và nén trong chân không trong một máy ép lớn. Rung giúp nén hỗn hợp và dẫn đến một tấm đẳng hướng mà hầu như không có độ xốp. Đá chế tạo sau đó được xử lý về cơ bản giống như đối tác đá tự nhiên.
Một số công ty nhập khẩu đá cuội để nghiền thành chất kết tụ (bột đá) có kích cỡ hạt khác nhau cho các sản phẩm của họ, những công ty khác chỉ mua bột đá đã được nghiền nát.

## Tính chất
Đá chế tạo thường được chế tạo theo cách tương tự như đá tự nhiên bằng máy cắt tia nước hoặc lưỡi kim cương. Điều này trái ngược với các vật liệu bề mặt rắn có thể được cắt bằng cưa thông thường.
Các vật liệu có thể được sản xuất với kích cỡ 12   mm, 20   mm hoặc 30   độ dày mm. Định dạng phiến phổ biến nhất là 3040   mm x 1440   mm cho Quartz và 3050   mm x 1240   mm cho viên bi dựa trên Breton, nhưng các kích thước khác như 3040   mm x 1650   mm được sản xuất theo nhu cầu thị trường.
Đá nhân tạo không xốp, linh hoạt hơn và cứng hơn nhiều loại đá tự nhiên. Vì nó có cấu trúc bên trong đồng nhất, nó không có các vết nứt hoặc lỗ hổng ẩn có thể tồn tại trong đá tự nhiên và cũng có sự thống nhất về màu sắc / hoa văn. Chất kết dính nhựa polyester cho phép một số linh hoạt, ngăn ngừa nứt dưới áp lực uốn. Nhưng, các tác nhân liên kết thường tiếp tục cứng lại, dẫn đến mất độ bền uốn theo thời gian. Các loại nhựa polyester không hoàn toàn ổn định UV và đá kỹ thuật không nên được sử dụng trong các ứng dụng ngoài trời. Tiếp xúc liên tục với tia cực tím có thể gây ra sự đổi màu của đá và phá vỡ chất kết dính nhựa.
Vật liệu này đôi khi bị hư hỏng do áp dụng trực tiếp nhiệt. Đá nhân tạo thạch anh có khả năng chịu nhiệt kém hơn các bề mặt đá khác bao gồm hầu hết đá granit, đá cẩm thạch và đá vôi; nhưng không bị ảnh hưởng bởi nhiệt độ thấp hơn 150 °C (300 °F). Đá thạch anh thiết kế có thể bị hư hỏng do thay đổi nhiệt độ đột ngột. Các nhà sản xuất khuyến cáo không nên đặt nồi và chảo nóng trực tiếp lên bề mặt và miếng nóng hoặc trivet được sử dụng trong các thiết bị nấu ăn cầm tay.
Khi được sử dụng làm gạch lát sàn, cần phải cẩn thận trong việc đảm bảo khả năng tương thích với chất kết dính được sử dụng. Chất kết dính nhựa phản ứng và chất kết dính xi măng khô nhanh thường thành công, nhưng sự thất bại liên kết có thể xảy ra với các chất kết dính xi măng khác. Ngoài ra, gạch đá kết tụ nhạy hơn với cả sự giãn nở và co rút nhiệt và ẩm ướt từ các lớp nền bên dưới, đòi hỏi phải bao gồm các khớp chuyển động với tần suất cao hơn so với gạch lát sàn bằng đá hoặc gốm (ví dụ: Tiêu chuẩn Anh BS 5385-5: 2011) và xác minh bằng cách kiểm tra độ khô của các lớp bên dưới.

## Các vấn đề sức khỏe
Như với bất kỳ loại đá có chứa silica nào, bệnh bụi phổi silic có thể xuất phát từ việc hít phải bụi được tạo ra khi cắt hoặc chế biến đá nhân tạo bằng thạch anh. Nguy cơ hít phải bụi thạch anh có thể được giảm thiểu bằng cách thực hiện các biện pháp phòng ngừa an toàn thích hợp. Nguy cơ mắc bệnh bụi phổi silic rất cao khi sử dụng ít hoặc không có biện pháp phòng ngừa an toàn hoặc thiết bị bảo vệ. Điều này có thể xảy ra trong các cửa hàng nhỏ hoặc ở các quốc gia nơi ngành công nghiệp không được quy định hoặc giám sát.

## Ứng dụng
Đá nhân tạo đang được sử dụng rất rộng dãi trong đời sống. dần dần thay cho đá tự nhiên đang được khai thác mất kiểm soát. Rất nhiều công trình đã và đang sử dụng để dùng làm đá nhân tạo ốp bếp, đá nhân tạo ốp lavabo, đá bàn ăn, ngoài ra còn sử dụng làm cả đá trang trí và đá ốp cầu thang. Hiện nay có rất nhiều loại đá nhân tạo đang phổ biến, được dùng nhiều trong các gia đình, văn phòng, tòa nhà như đá solid suface, đá phú sơn, đá nhân tạo trắng vân mây.